# Palencia (Guatemala)
Palencia é uma cidade da Guatemala do departamento de Guatemala.